# پریش وبستر (لوئیزیانا)
وبستر پریش (به انگلیسی: Webster Parish) یک قصبه در ایالات متحده آمریکا است که در لوئیزیانا واقع شده‌است.

## خصوصیات
وبستر پریش ۱٬۵۹۲٫۸۵ کیلومترمربع مساحت دارد.